# ناصری (دشتی)
ناصری، روستایی از توابع بخش کاکی در شهرستان دشتی استان بوشهر ایران است.

## جمعیت
این روستا در دهستان چغاپور قرار داشته و بر اساس سرشماری سال ۱۳۸۵ جمعیت آن ۲۲۰ نفر (۳۷ خانوار) بوده‌است.